# سلیمان شاه دوم
پادوکا سری سلطان سلیمان شاه دوم ابن المرحوم سلطان مظفر شاه سوم (درگذشت – ۲۸ فوریه ۱۶۲۶) دوازدهمین سلطان کداح بود. دوران حکمرانی او از سال ۱۶۰۲ تا ۱۶۲۶ به طول انجامید. در دوران زمامداری سلیمان شاه دوم، از جانب سلطان‌نشین آچه به کداح حمله‌هایی انجام گرفت که بسیاری از کشتزارهای فلفل سیاه در لنگکاوی را نابود کرد زیرا آچه می‌خواست تجارت مربوط به آن را در انحصار خود داشته باشد. او با کمک گرفتن از امپراتوری پرتغال برای مقابله با هجوم‌های آچه، کوتا کوالا باهانگ را به عنوان استحکامات دفاعی ایجاد کرد. در سال ۱۶۱۹، یک حمله گسترده از جانب آچه استحکامات را نابود کرد و پرتغالی‌ها را مجبور ساخت تا آنجا را ترک کنند.